# Plan de Arroyo, Puebla
Plan de Arroyo är en ort i Mexiko.   Den ligger i kommunen Francisco Z. Mena och delstaten Puebla, i den sydöstra delen av landet, 210 km nordost om huvudstaden Mexico City. Plan de Arroyo ligger 118 meter över havet och antalet invånare är 425.
Terrängen runt Plan de Arroyo är kuperad åt sydväst, men åt nordost är den platt. Runt Plan de Arroyo är det ganska tätbefolkat, med 58 invånare per kvadratkilometer. Närmaste större samhälle är Álamo, 16,9 km nordost om Plan de Arroyo. Omgivningarna runt Plan de Arroyo är en mosaik av jordbruksmark och naturlig växtlighet.